# Rhinoguinea magna
Rhinoguinea magna — вид змій родини струнких сліпунів (Leptotyphlopidae). Ендемік Малі. Це єдиний представник монотипового роду Rhinoguinea.

## Поширення й екологія
Rhinoguinea magna відомі за типовим зразком, зібраним в селі Маморубугу на півдні Малі.